# فاليري كوتشيروف
فاليري كوتشيروف (بالأوكرانية: Кучеров Валерій Володимирович)‏ هو لاعب كرة قدم أوكراني في مركز الدفاع، ولد في 11 أغسطس 1993 في ستاخانوف في جمهورية لوغانسك الشعبية. لعب مع ستال ألتشيفسك ‏.

## وصلات خارجية
- فاليري كوتشيروف على موقع اتحاد أوكرانيا (الإنجليزية)
- فاليري كوتشيروف على موقع قاعدة بيانات كرة القدم.إي يو (الإنجليزية)
- فاليري كوتشيروف على موقع Soccerway.com (الإنجليزية)